# 克勞福茲維爾 (伊利諾伊州)
克勞福茲維爾（英語：Villas）是位於美國伊利諾伊州克勞福德縣的一個非建制地區。該地的面積和人口皆未知。

## 地理
克勞福茲維爾的座標為38°52′00″N 87°40′10″W / 38.86667°N 87.66944°W，而該地的平均海拔高度為139米（即456英尺）。